# Hermes
För andra betydelser, se Hermes (olika betydelser).

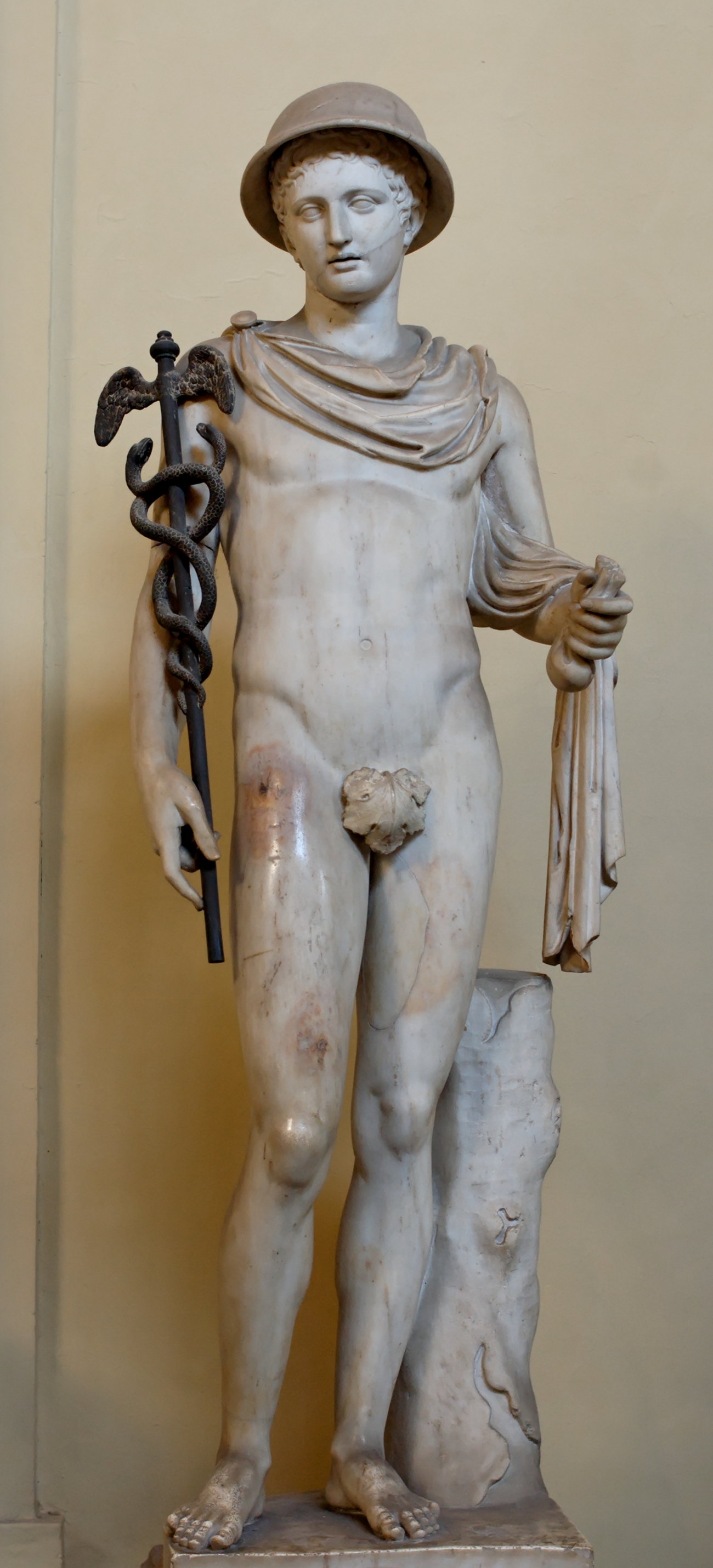
Barfota Hermes med hjälm, mantel, börs och häroldsstaven kaducén.

Hermes var i den grekiska mytologin gudarnas budbärare. Han var son till Zeus och nymfen Maia, dotter till Atlas.   I den romerska mytologin motsvaras han av Mercurius. Hermes avbildas ofta med sin häroldsstav, kallad kaducéen , samt med en hjälmliknande hatt, mantel och ett par bevingade sandaler, talaria.
Hermes var en mångfacetterad gud – han skyddade talare, köpmän och tjuvar, och förde dessutom de dödas själar till underjorden.  Med sina bevingade fötter blev han också idrottsmännens, särskilt löparnas, beskyddare.

## Barndom och listighet
Enligt myten föddes Hermes på förmiddagen, och redan samma eftermiddag lämnade han sin krubba för att ge sig ut på äventyr. I ett av sina första upptåg stal han femtio kalvar från sin halvbror Apollon, av ren avundsjuka.
Apollon märkte inget till en början, men kom ändå tillbaka dagen därpå och konfronterade Hermes. Den unge guden erkände stölden, men lyckades blidka Apollon genom att ge honom en lyra han tillverkat av ett sköldpaddsskal och fårinälvor.
I gengäld fick Hermes en häroldsstav – kaducéen – som tecken på att han var Zeus budbärare.  Detta var bara ett av många spratt Hermes hittade på; han sägs också ha stulit Poseidons treudd, Zeus blixtar och andra gudomliga föremål.

## Familj
Hermes var son till Zeus, den mäktige gudakungen, och Maia, en av Pleiaderna och dotter till Atlas. Hans släktträd sträcker sig djupt in i den grekiska gudavärlden, där han föddes in i en familj av mäktiga och komplexa gudar. Efter honom fortsatte hans ätt genom flera barn, bland annat banditen Autolykos och Abderos.  Med kärleksgudinnan Afrodite fick han sonen Hermafroditos, en ung man känd för sin skönhet och sin ovanliga öde. Hermafroditos blev en gång förenad med en nymf genom gudarnas makt, vilket gjorde honom tvåkönad — både man och kvinna i en och samma kropp. 

## Symbolik och eftermäle
Hermes häroldsstav, kaducén, samt hans bevingade hatt har blivit symboler för kommunikation, handel och rörelse. Dessa symboler återfinns bland annat i emblemet för Handelshögskolan i Stockholm, vilket knyter an till Hermes roll som gud för köpmän och budbärare.